# 이수진 (가수)
이수진(본명: 윤은아, 1967년 10월 4일 ~ )은 대한민국의 가수이다.

## 데뷔
- 1991년 1집 앨범 [외로움은 싫어요]

## 음반
- 1991년 외로움은 싫어요
- 1997년 발길을 돌려
- 1998년 돌아와 주오
- 2000년 죽도록 사랑해 놓고
- 2000년 내 이름은 숙이
- 2006년 그 남자가 그 남자
- 2008년 그대의 빈자리
- 2011년 님이 좋아
- 2016년 한방에 훅

## 수상
- 2012년 제12회 대한민국 전통가요 대상 조직 위원장상